# Randy Fenoli
Randy Fenoli (Mount Vernon, Illinois) es un director de modas de Estados Unidos. Es reconocido por su trabajo en Say yes to the dress, que se transmite en Estados Unidos en TLC y en Latinoamérica por Discovery Home & Health.

## Biografía
Nació en Mount Vernon, Illinois. Randy siempre ha tenido pasión por el diseño y la moda, el diseño y la costura de vestidos desde que tenía nueve años. 

## Carrera
Randy diseñó su línea nupcial propia durante muchos años; es experto en bordados, encajes y puntillas. Lo más destacable es el sentido de la moda para su trabajo como director y asesor de moda.
Randy trabaja desde 1992 aproximadamente, como asesor y director de moda.
En 2007 tuvo la oportunidad de trabajar en TV con el programa Say yes to the dress en TLC; el mismo se emitió el 12 de octubre en Estados Unidos. El programa continúa al aire. 
Desde abril de 2011 tiene su propio programa dentro de Say yes to the dress, llamado Say Yes to the Dress: Randy Knows Best, en donde comparte sus consejos sobre una variedad de categorías para las novias.

"Para mí la novia lo es todo: es una mujer que entra en su etapa de madurez, alguien que busca definir su propio estilo y trata de complacer a sus seres queridos. Ninguna novia es neurótica, hay que tener en cuenta que la mujer que compra su vestido de novia compra el vestido de su vida. 
La novia latina es más tradicional, tiene gustos más románticos, le gustan más lo encajes, la pedrería y quiere más adornos. Hay un par de diseñadores que aconsejo: para novias más sobrias, Amsale y para novias que quieran algo más elaborado, Monique Lhuillier". 
Entrevista de la Revista De Novios (Chile).

Previo a la boda de Guillermo de Cambridge y su esposa Catalina, el diseñador realizó programas especiales sobre como sería el vestido de Catherine. El mismo se transmitió por TLC, y en Latinoamérica por Discovery Home & Health.

## Libros
- It's All About the Dress, 2012, Grand Central Publishing, New York, ISBN 9780446585071[5]